# Айленд-Парк (кальдера)
Айленд-Парк — кальдера, що є складовою Єллоустонського супервулкану. Розташована на території штатів Айдахо і Вайомінг, США. Приблизні розміри кальдери складають 80 × 65 км, що робить її однією з найбільших у світі. Попільні викиди в результаті виверження супервулкану привели до формування туфових відкладень Гаклберрі-Рідж на території від південної Каліфорнії до річки Міссісіпі у районі Сент-Луїса. Це гігантське виверження відбулося 2.1 млн років тому, обсяг виверженого матеріалу склав приблизно 2450-2500 км³ (Індекс вулканічної експлозивності — 8 балів), що в 2500 разів більше, ніж під час виверження вулкана Сент-Геленс в 1980 році.
Усередині кальдери Айленд-Парк знаходиться менша за розміром та молодша кальдера Генрис-Форк. Вона сформувалася в результаті великого (показник вулканічної експлозівності — 7 балів) виверження, що відбулося 1.3 млн років тому. Обсяг викинутого вулканічного матеріалу склав понад 280 км³, крім того, утворилися туфові відкладення Меса-Фолс. Дві кальдери, вкладені одна в одну, знаходяться практично на одній території, починаючись на захід від Єллоустонского національного парку, проте старіша кальдера Айленд-Парк має овальнішу форму і набагато більші розміри, тягнучись далеко вглиб Єллоустонського парку. Кальдера Айленд-Парк іноді називають Єллоустонською кальдерою першої фази або кальдерою Гаклберрі-Рідж.
На південний захід від кальдери лежить плато Снейк-Рівер, східна частина якого утворена в результаті зсуву Єллоустонської гарячої точки у північно-східному напрямку, що відбувалося протягом 17 мільйонів років. Центральна і східна долини плато складаються з товстих шарів вулканічного туфу, покритих тонким шаром базальту. До інших об'єктів вулканічного походження на плато відносять, наприклад, Місячні кратери. З кальдери видно гірські піки хребта Тітон, який знаходиться на південний схід від Айленд-Парк.
Кальдера Айленд-Парк розташована на однойменній території, яка відома своєю дикою природою, наявністю великої кількості чистих джерел, водоспадів, озер і струмків, а також місць для рибної ловлі. У кальдері знаходиться парк штату Гарріман. Тут досить розвинений туризм, популярні поїздки на снігоходах і лижах.